# Дальневосточный отдел Всероссийского союза евангельских христиан
Дальневосточный отдел Всероссийского союза евангельских христиан (ДОВСЕХ) — структурное подразделение ВСЕХ, координировавшее деятельность церквей евангельских христиан на Дальнем Востоке России и на КВЖД (в Маньчжурии). ДОВСЕХ находился во Владивостоке.

## Руководство
Во главе ДОВСЕХ стоял председатель и совет, избиравшиеся на съездах. В 1920—1926 годах ДОВСЕХ возглавлял Николай Никитович Красев, с 1926 года — Андрей Иосифович Савельев.
В правление в разное время избирались Николай Николаевич Протасов, Яков Никитич Ходюш, Гавриил Корнеевич Чередник, Иосиф Антонович Вахник и др.

## Деятельность
Был создан, предположительно, в 1920 году. Во всяком случае, в материалах Второго съезда ДОВСЕХ, прошедшего во Владивостоке в ноябре 1921 года, упоминается Первый («прошлогодний») съезд.
ДОВСЕХ имел 6-8 миссионеров (благовестников), которые работали в Приморье, Хабаровском крае, Амурской области, Маньчжурии и на Сахалине. К проповеди призвались и другие верующие. Например, описан случай, когда верующие из общины Николаевска-на-Амуре проповедовали в колонии прокаженных, расположенной близ города. В результате проповеди уверовали 17 человек, которые были крещены ночью в реке, протекающей у ограды колонии. Один из крещенных был поставлен пресвитером.
В январе 1923 года евангельские христиане Сахалинской области, собрав съезд в Николаевске-на-Амуре, приняли решение об организации Сахалинского союза евангельских христиан в составе ДОВСЕХ. Съезд поручил Прирезу (пресвитеру Николаевской общины), Грушину и Кузнецову заняться созданием союза и выработкой устава.

## Численность

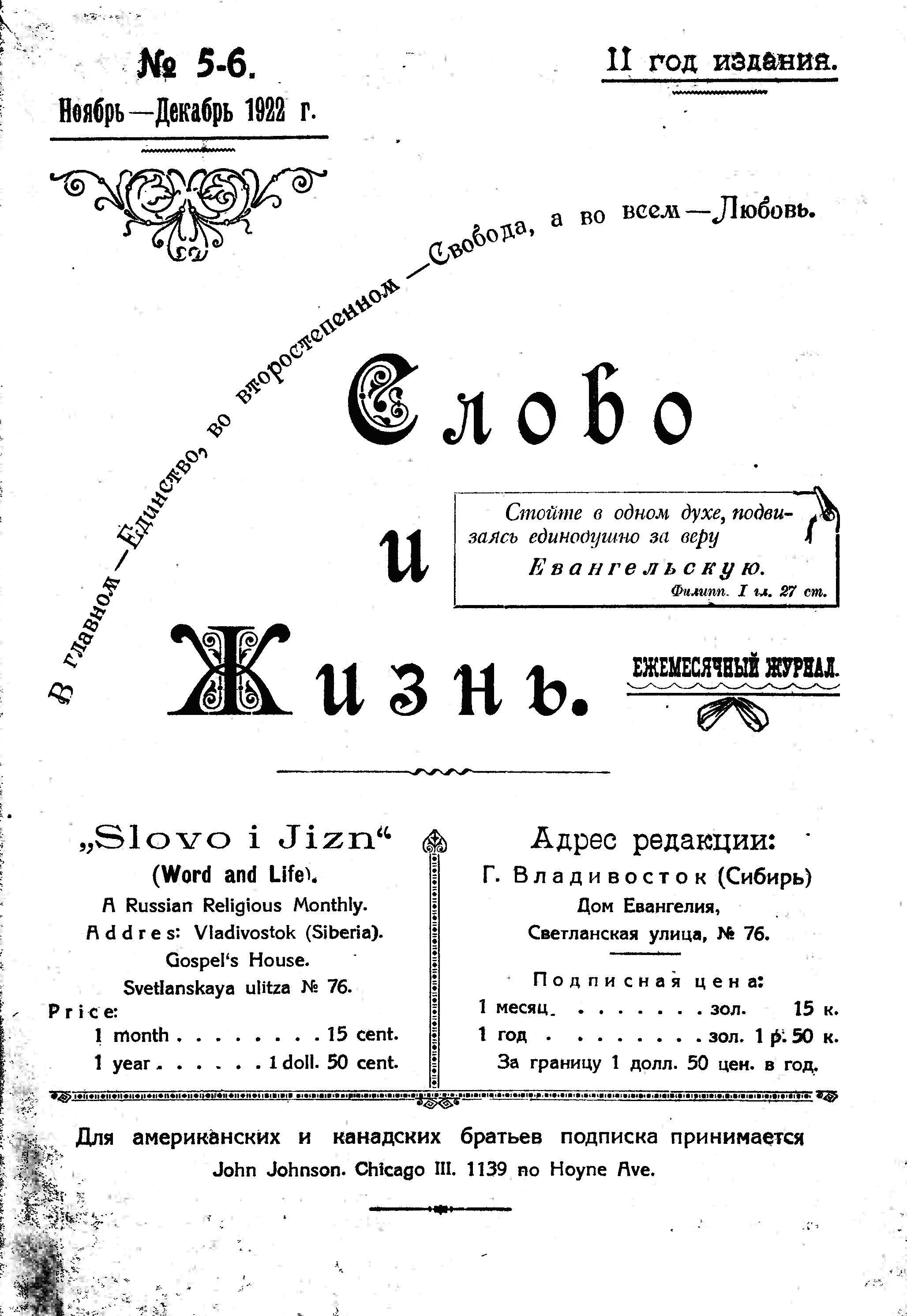
Титульная страницы журнала Слово и жизнь

Активное миссионерство способствовало росту количества общин и численности верующих. Например, по данным властей, только на территории Приморского края на 1 января 1924 года насчитывалось 56 общин евангельских христиан численностью 876 человек, а на 1 января 1925 года уже 68 общин численностью 1065 человек.

## Издания
- Журнал «Слово и жизнь» (Владивосток), 1921—1922 годы. Редактор — Н. Н. Красев.
- Журнал «Луч Истины» (Владивосток), 1918 или 1919 год. Вышло два номера[«ком.» 1].
- Сборник «Духовные песни», составлен И. С. Прохановым.

## Съезды
За годы существования ДОВСЕХ было проведено 5 съездов. На съездах ДОВСЕХ рассматривались разнообразные вопросы — от создания женских кружков и снабжения общин духовной литературой до организации христианских артелей и кооперативов (в 1922 году было принято решение о создании общего евангельского кооператива Дальнего Востока, который отчислял бы всю свою прибыль на дело Божие) и вероучительных вопросов (например, о том, чтобы принимать в общины адвентистов только через крещение).
| № п/п | Наименование                                  | Дата и место                      | Руководители | Решения |
| ----- | --------------------------------------------- | --------------------------------- | ------------ | --- |
| 1     | Съезд представителей церквей Дальнего Востока | 1920 год, июль, Владивосток       |              | Предположительно, было принято решение о создании ДОВСЕХ |
| 2     | Второй съезд ДОВСЕХ                           | 1921 год, 4-5 ноября, Владивосток | Красев Н. Н. | Отчет о миссии, избрание благовестников, об организации женских кружков |
| 3     | Третий съезд ДОВСЕХ                           | 1922 год, 4-9 ноября, Владивосток | Красев Н. Н. | Введение института порайонных (т. е. постоянно живущих в месте миссионерства) благовестников и избрание 7 таких благовестников; на основании успешного опыта Спасской трудовой миссии принято решение о создании евангельского кооператива для обеспечения продовольствием бедных, слабых, вдов и сирот, а также для получения средств на миссионерскую деятельность. |
| 4     | Четвертый съезд ДОВСЕХ                        | 1924 год, 16-20 марта             | Красев Н. Н. | |
| 5     | Пятый съезд ДОВСЕХ                            | 1926 год, октябрь, Владивосток    | Красев Н. Н. | Съезд высказался о необходимости активного участия в работе кооперации, массовых товариществ, мелиоративных артелей и т. п. Также подчеркнул оживление работы путем устройства художественных религиозных вечеров, путем организации молодежи в кружки и др. |

## Роспуск и репрессии

Община евангельских христиан Спасска-Дальнего, 1928

Удостоверение о регистрации Владивостокской общины ЕХ, 1937

В конце 1920-х годов власти относились к ДОВСЕХ негативно. Так, в 1928 году о ДОВСЕХ (и о его председателе А. И. Савельеве), как о нежелательном явлении, упоминал в своем докладе партийному руководству году заместитель начальника Владивостокского окружного отдела ОГПУ Петр Коркин.
По данным эмигрантской евангельской прессы, ДОВСЕХ был ликвидирован в феврале или марте 1930 года. Заметка из журнала «Верность»: «Верующие бегут из Приморья в Китай, буквально в лохмотьях. Огромная нужда в одежде, в белье, в хлебе, в ночлеге.
В первых числах февраля во Владивостоке арестован весь состав дальневосточного совета Евангельских христиан. Некоторые уже высланы в Соловки. Судьба других неизвестна. На Дальнем Востоке верующие объявлены контрреволюционерами. Во Владивостоке верующие лишены религиозных собраний».
По сообщению эмигрантского христианского журнала «Солнце» (Лос-Анджелес, Калифорния), арест руководства ДОВСЕХ произошёл в марте 1930 года. Арестованные позднее были сосланы в Сибирь. Один из лидеров, Николай Николаевич Протасов, в частности, был сослан в Нарымский край.
В хабаровском партийном журнале «Пропагандист-агитатор» сообщалось: «Во Владивостоке слушалось дело Владивостокской общины евангелистов, …было установлено, что председатель дальневосточного отделения евангелистов и его заместитель имели связь с японскими разведчиками в Харбине, передавали „руководителю“ харбинской общины евангелистов сведения об СССР».

## Комментарии
1. ↑  «Неудачный опыт» с изданием «Луча Истины» упоминается во вступительной статье Н. Н. Красева в журнале «Слово и жизнь» № 1-2 за 1922 год. Издание «Луча Истины» было прекращено из-за нехватки средств
2. ↑  атериалы съезда содержатся в газете «Утренняя Звезда» № 3-4-5 за 1922 год, С. 7-8
3. ↑  Сохранилась групповая фотография участников этого съезда, опубликованная в журнале«Христианин», 1925, №6
4. ↑  В журнале «Христианин» №4 за 1927 год опубликована групповая фотография участников этого съезда с соответствующей подписью